# 이자성 (고려)
이자성(李子晟, ? ~1251년 11월 17일(윤10월 3일))는 고려 후기의 무신이다. 본관은 우봉(牛峰).

## 생애
이자성은 병부상서를 지낸 공정(公正)의 아들이다. 담력이 있고 활을 잘 쏘았는데 종군하여 공을 많이 세워 여러 차례 승진하여 상장군에 올랐다. 1231년(고종 18년) 몽골의 장수 살리타(撒禮塔)가 침입하자 출전하였는데 동선역(洞仙驛) 황해도 황주 부근에서 적군의 기습으로 화살을 맞아 부상을 당하였으나 전열을 가다듬고 물리쳤다. 이듬해 조정이 강화도(江華島)로 천도하여 개경(開京)이 비었을 때 조례(早隷) 관아에 딸린 하인 이통(李通)이 초적(草賊)과 노예를 모아 반란을 일으키자 후군진주(後軍陳主)로서 조염경(趙廉卿), 최근(崔槿) 등과 함께 출정하여 진압하였다. 그해 충청도 충주(忠州)에서 노군(奴軍, 노비들로 편성된 군대)이 양반과 향리들의 횡포에 대항하여 반란을 일으키자 출동하여 주모자인 승려 우본(牛本)을 죽이고 평정하였다. 1233년에는 중군병마사가 되어 거복(居卜) 왕심(往心)등이 용문창(龍問倉 개경성 밖에 있던 창고을 점거하고 일으킨 난을 진압하였고 이어 동경(東京, 지금의 경주)에서 반란을 일으킨 최산(崔山) 이유(李儒)등을 영천(永川)에서 잡아 죽였다. 반란을 진압한 후 장사(將士)가 그에게 모여들자 이를 시기하는 권신(權臣)들의 모함을 두려워하여 병을 핑계로 관청에 출입하지 않았다. 벼슬은 문화시랑펼장사에 이르렸으며 시호는 의열(義列)이다.

## 관련 작품

### 드라마
- 《무신》(MBC, 2012년~2012년, 배우:백인철)

## 참고 문헌
- 고려사(高麗史)
- 고려사절요(高麗史節要)